# Dint'o culleggio
Dint'o culleggio è il secondo album del cantante napoletano Gigi Finizio con l'etichetta Mea Sound, pubblicato nel 1975.

## Tracce
1. Dint'o culleggio
2. Spione 'e polizia
3. L'urdema lettera
4. Lettere 'e natale
5. Fore 'a chiesa
6. Cow boy napulitano
7. Nu galantuomo
8. Povero Cicci Bacco